# Nye Demokrater
De nye Demokrater (fransk: Les Nouveaux Démocrates, forkortet ND er et fransk politisk parti, der blev stiftet i 2020. Partiet havde i begyndelsen seks medlemmer i Nationalforsamlingen. Partiet tilhører centrum-venstre (og er moderat venstreorienteret). 

## Medlemmer af Nationalforsamlingen
Ved valget i 2017 blev partiets oprindelige seks medlemmer af Nationalforsamlingen valgt ind for La République en marche !
Partiet blev dannet den 16. december 2020 af Guillaume Chiche (tidligere PS), Delphine Bagarry, Émilie Cariou (tidligere PS), Sandrine Josso (tidligere AC og LT, nu Modem), Fiona Lazaar og Aurélien Taché (tidligere PS).
Fem af de seks folkevalgte står udenfor grupperne i Nationalforsamlingen. 